# Philippe Portejoie
Pour les articles homonymes, voir Portejoie.
Philippe Portejoie, né le 28 décembre 1956 à Niort dans les Deux-Sèvres, est un saxophoniste, compositeur, arrangeur et pédagogue français.

## Biographie
Médaille d'or à l'unanimité en 1980 du conservatoire de Nantes où il fut l'élève de Jean-Pierre Magnac, premier prix en 1982 au Conservatoire de Paris où il a étudié avec Daniel Deffayet, il a fait partie durant plusieurs années du Quatuor de saxophones Gabriel Pierné, soutenu par la Fondation Yehudi Menuhin. Avec la pianiste Frédérique Lagarde, il crée le « Duo Portejoie-Lagarde » qui s'est produit à l'occasion de centaines de concerts dans de nombreux pays et dont le parcours est jalonné d'enregistrements. C'est ce duo qui participa au grand concert organisé à Paris fin 2004 en hommage à Marcel Mule.
Philippe Portejoie est professeur du conservatoire à rayonnement régional de Paris depuis 1995 et anime des master-classes. En 2005, il a présidé le premier concours national de saxophone de Colombie qui a eu lieu à Bogota.
Il est l'auteur d'une transcription de la Sérénade mélancolique de Tchaikowsky.
Il pratique également le jazz au sein du big band de Claude Bolling où il tient le rôle de premier saxophone alto.

## Discographie (partielle)
- Saxophone et Piano, avec Frédérique Lagarde, CD, œuvres de Maurice Ravel, Pierre-Max Dubois, Paule Maurice, Alfred Desenclos, Roger Boutry, Lucie Robert et Alain Margoni, collection Musique française du XXe siècle, Disques Chamade, 1992, CHCD 5604
- Dédicaces pour saxophone et piano, Disques Pierre Verany, 1996, avec Frédérique Lagarde, Sylvie Hue et Fusako Kondo ; contient entre autres œuvres contemporaines Cinq préludes pour piano et saxophone alto de Roger Lersy.